# Paul Bergstrand
Paul Johannes Bergstrand (i riksdagen kallad Bergstrand i Kolmårdssanatoriet), född 11 oktober 1887 i Hedemora, död 10 november 1952 i Stockholm, var en svensk läkare och politiker (folkpartist).
Paul Bergstrand, som var son till en skohandlare, var överläkare vid Sävsjö sanatorium 1917–1928 och därefter vid Kolmårdssanatoriet. Han var också kommunalt aktiv och verksam inom kyrkopolitiken.
Han var riksdagsledamot från 1949 till sin död 1952 i andra kammaren för Östergötlands läns valkrets. I riksdagen var han suppleant i statsutskottet hela perioden. Han var främst aktiv i sociala och medicinska frågor, men tog också initiativ för att förbättra studerande flyktingars situation. I riksdagen skrev han 16 egna motioner, främst om sociala och medicinska frågor. Några motioner gällde lokala anslagsändamål: stifts- o landsbiblioteket i Linköping, helikopter i östgötaskärgården och Lenningska institutet i Norrköping. Paul Bergstrand är begravd på Krokeks kyrkogård.